# Michael Fullan
Michael Fullan (* 1940) je kanadský pedagogický pracovník a bývalý děkan Ontario Institute for Studies in Education (OISE). Je znám svými odbornými znalostmi v oblasti reformy vzdělávání a pracuje jako poradce pro školní rady, skupiny učitelů, výzkumné ústavy a vlády.
Michael Fullan je ředitelem globálního vedení společnosti New Pedagogies for Deep Learning (NPDL). Hluboké učení, jak je popisuje NPDL, je mobilizováno čtyřmi prvky, které se kombinují a tvoří nové pedagogiky. Jsou to: učební partnerství, učební prostředí, pedagogická praxe a využívání digitálních technologií.

## Život a kariéra
Fullan se narodil v Torontu v Ontariu. V roce 1969 získal doktorát ze sociologie na univerzitě v Torontu a poté pracoval jako postgraduální učitel, výzkumný pracovník a vedoucí programů dalšího vzdělávání. V roce 1988 byl jmenován děkanem Pedagogické fakulty Univerzity v Torontu a zůstal děkanem po sloučení FEUT s Ontario Institute for Studies in Education v roce 1996. Z funkce odstoupil v roce 2003 a nyní pracuje jako emeritní profesor.
V letech 2004–2013 působil Fullan jako poradce premiéra Ontaria pro politiku ve vzdělávání. V březnu 2013 se Fullan setkal s kalifornským guvernérem Jerrym Brownem k diskusi o možnosti uskutečnění vzdělávacích reforem v Kalifornii podobných těm v Ontariu.

## Výzkum
V roce 1998 se Fullan a britský pedagog Andy Hargreaves stali spoluautory knihy Za co stojí ve vzdělávání bojovat? (v originálu What's Worth Fighting for in Education?). Ústředním tématem bylo, že kvalita učitele a morálka jsou základem učení a pohody žáků. Na tomto základě byly také navrženy strategie pro posílení postavení učitelů.
Složitou práci, které čelí ředitelé škol, nastínil Fullan v Za co stojí bojovat v řízení škol? (v originálu What’s Worth Fighting For in the Principalship?), kde naznačil i strategie pro zlepšení efektivity školy.
V díle The Moral Imperative of School Leadership (2003) zkoumal morální účel pedagogického vedení a roli, kterou ředitelé hrají při transformaci škol.
V knize Motion Leadership (2010) se věnoval tématu změny školy a nastínil způsoby, jak se spojit s kolegy za konkrétním účelem, pro získání důvěry, překonání odporu a zajištění transparentnosti.
V dubnu 2021 se účastnil po boku Roberta Plagy a Ayeshy Patricii Rekhi 9. ročníku konference Úspěch pro každého žáka, kterou pořádá SKAV. Jeho hlavním tématem byly změny ve vzdělávacím systému. Identifikuje 4 faktory, které jsou potřebné pro provedení změn – wellbeing a učení, sociální inteligence a spolupráce, investice do rozvoje kapacit ve vzdělávání a systémovost. Dle jeho slov: „Škola přestává být místem, kde se jen předávají vědomosti z generace na generaci. Školy se stávají hybateli změn, místem, kde se řeší problémy dneška i budoucnosti.“
V návaznosti na tuto konferenci s ním vyšel rozhovor v květnovém vydání EDUzínu. V rozhovoru představuje nutnost změny ve vzdělávání. Dle něj dochází k proměně společnosti, které obratem potřebuje také jiné občany, než jaké vzdělávací systém dříve produkoval. Podle jeho slov se vzdělávání musí stát „aktérem celospolečenských změn“, úkolem škol by měla být taková výchova a vzdělávání, které budou produkovat jedince schopné přispět k proměně společnosti.

## Publikace

### Knihy
- Change Forces: Probing the Depths of Educational Reform (1992)
- What's Worth Fighting for in Your School? (1996)
- What's Worth Fighting for in the Principalship? (1997)
- What's Worth Fighting for Out There? (1998)
- Change Forces: The Sequel (1999)
- The New Meaning of Educational Change (2001)
- Leading in a Culture of Change (2001)
- The Moral Imperative of School Leadership (2003)
- Change Forces with a Vengeance (2003)
- Education in Motion: Leading in a Culture of Change (2003)
- Leadership & Sustainability: System Thinkers in Action (2005)
- Breakthrough (2006)
- Learning Places: A Field Guide for Improving the Context of Schooling (2006)
- Turnaround Leadership (2006)
- The New Meaning of Educational Change (Fourth Edition) (2007)
- What's Worth Fighting for in the Principalship? (Second Edition) (2008)
- Change Wars (2008)
- The Six Secrets of Change: What the Best Leaders Do to Help Their Organizations Survive and Thrive (2008)
- Realization: The Change Imperative for Deepening District-Wide Reform (2009)
- Turnaround Leadership for Higher Education (2009)
- The Challenge of Change: Start School Improvement Now! (2009)
- All Systems Go: The Change Imperative for Whole System Reform (2010)
- Motion Leadership: The Skinny on Becoming Change Savvy (2010)
- The Moral Imperative Realized (2011)
- Change Leader: Learning to Do What Matters Most (2011)
- Motion Leadership in Action: More Skinny on Becoming Change Savvy (2012)
- Professional Capital (2012)
- Stratosphere: Integrating Technology, Pedagogy, and Change Knowledge (2012)
- Putting Faces on the Data (2012)
- Cultures Built to Last: Systemic PLCs at Work (2013)
- "The Principal" (2014)

- Coherence: The Right Drivers in Action for Schools, Districts, and Systems (2015)
- Indelible Leadership (2016)
- Nuance: Why Some Leaders Succeed and Others Fail (2018)
- The Governance Core: School Boards, Superintendents, and Schools Working Together (2019)
- Coherent School Leadership: Forging Clarity from Complexity (2019)
- Leading in a Culture of Change (2019)
- The Taking Action Guide for the Governance Core: School Boards, Superintendents, and Schools Working Together (2020)

## Ocenění
Fullan je držitelem čestných doktorátů z Nipissing University v Kanadě, Hongkongského vzdělávacího institutu, University of Leicester v Anglii, Duquesne University v Pensylvánii a University of Edinburgh ve Skotsku.
V roce 2012 byl jmenován důstojníkem Řádu Kanady „za své úspěchy v oblasti reformy školství jako vědec, pedagog, spisovatel a poradce vlád v Kanadě i v zahraničí“.